# Lana St-Cyr
Pour les articles homonymes, voir Saint-Cyr.
Lana St-Cyr est une drag queen canadienne active à Montréal à partir de la fin des années 1940, et personnifiée par Raymond Dubé (1927-1986). Elle est aujourd'hui considérée comme une pionnière de l'art du drag au Québec bien qu'à l'époque le terme ne soit pas utilisé,. 

## Biographie

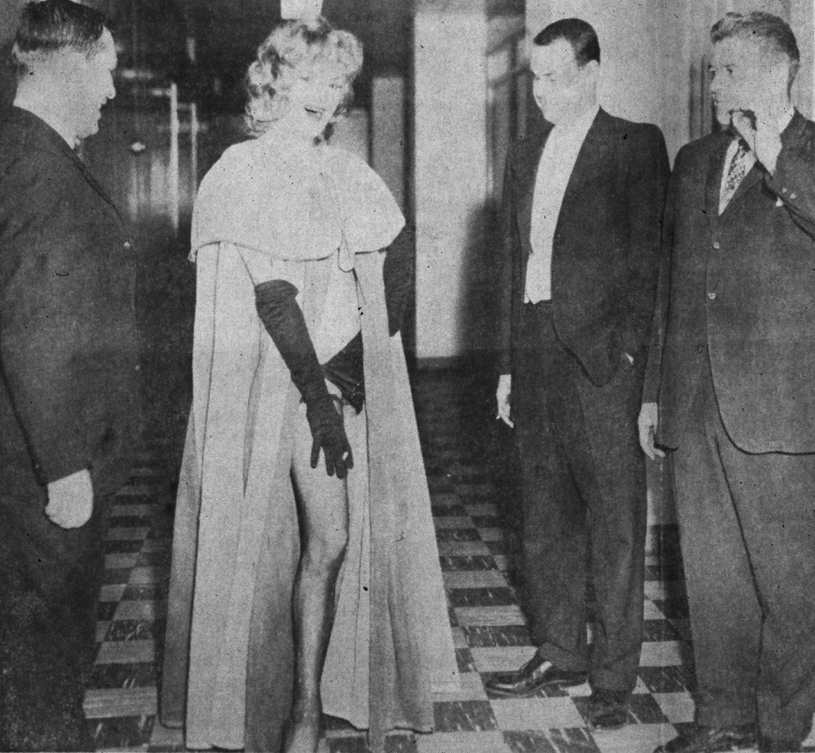
Arrestation de St-Cyr au Beaver, à Montréal, en 1962.

Le nom de Lana St-Cyr fait directement référence à celui de Lili St-Cyr, célèbre effeuilleuse,  performant dans les cabarets de Montréal de 1944 à 1951. Lili St-Cyr elle même a donné le droit à Raymond Dubé d'utiliser son nom de famille et lui a demandé le prénom de son actrice préféré pour compléter son nom de scène (sa réponse : Lana Turner). Lili St-Cyr est reconnue pour son numéro où elle arrive sur scène nue dans un bain de mousse. Lana s'en inspire pour créer un numéro similaire dans un bain. Ses performances se composent principalement de danse et de striptease.  
En 1955, elle fait la première partie du spectacle d'Alys Robi au Café Eldorado.  
À plusieurs reprises, Lana doit faire face aux tribunaux pour se défendre d'exercer son métier puisque différentes institutions religieuses tentent de faire interdire ses performances. En 1962, Lana est arrêtée par la police au Beaver Club,. Elle est accusée d'offrir un spectacle indécent. Après un passage devant la cour, elle est déclarée non coupable bien que s’habiller en femme pour un homme reste techniquement illégal jusqu'en 1969 à quelques exceptions près. 
Au cours de sa carrière, Lana St-Cyr offrira des performances dans de nombreux cabarets de Montréal dont le Café Top Hat, le Café du Nord, le Café Rigolo, le Café Savoy, le Café du Palais, le Casino Français, le Mocambo, le Café New Orleans, le High and Low, le Beaver et le Quartier Latin. Elle présentera également des spectacles aux États-Unis. 

## Hommage
Le trophée Lana St-Cyr est remis par Fierté Trans à Montréal ,.